# 오필환
오필환(1958년 11월 12일 ~ )은 대한민국의 전직 축구 선수이다. 현역 시절 포지션은 공격수였다. 현재는 기독교 선교사로 활동하고 있다.

## 선수 경력
1983년 할렐루야 축구단 소속으로 K리그 무대에 모습을 드러냈다. 1983년 7월 2일 열린 대우 로얄즈와의 경기에서 K리그 데뷔골을 기록했다.

## 은퇴 이후
은퇴 이후인 1993년부터 태국에서 기독교 선교 활동을 하고 있다. 2017년 현지에서 기독교 축구팀인 할렐루야 파타야 FC를 창단했다.